# Verdubbeling van de kubus

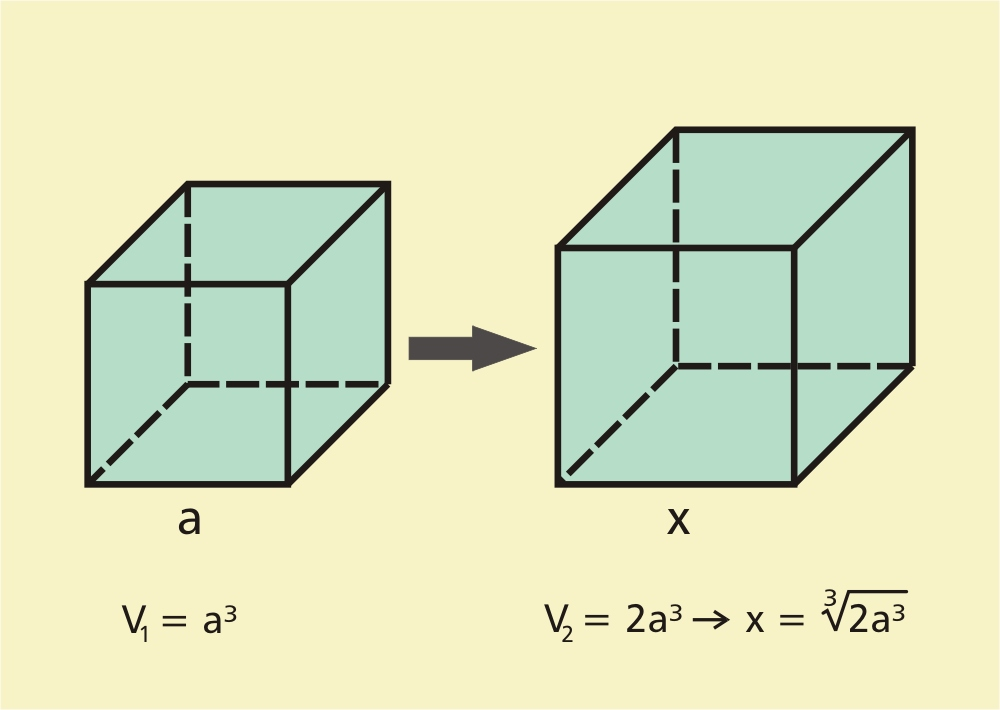
Verdubbeling van de kubus

Verdubbeling van de kubus is een van de drie beroemdste geometrische problemen die niet door constructie met passer en liniaal zijn op te lossen. Het probleem was bekend bij Griekse wiskundigen en al eerder bij Indische mathematici.
Verdubbeling van de kubus houdt in bij een gegeven kubus met zijde {\displaystyle s} en dus volume {\displaystyle V=s^{3}} een nieuwe, grotere, kubus te construeren met volume {\displaystyle 2V=2s^{3}} en daardoor met zijde {\displaystyle s{\sqrt[{3}]{2}}}. De constructie van {\displaystyle s{\sqrt[{3}]{2}}} bij gegeven {\displaystyle s} is met alleen een passer en een liniaal niet uitvoerbaar. Dit is bewezen door de Franse wiskundige Pierre-Laurent Wantzel in 1837.

## Geschiedenis
Volgens de legende consulteerden de burgers van Athene het orakel van Apollo in Delos in 430 v.Chr. om te horen hoe zij de pest, die een vernietigende werking had op hun land, moesten bestrijden. Het orakel antwoordde dat, om de pest te stoppen, zij hun altaar in grootte moesten verdubbelen. De Atheners verdubbelden plichtsgetrouw elke zijde van het altaar, en de pest verslechterde! De correcte interpretatie was dat zij het volume van het altaar moesten verdubbelen, niet slechts de lengte van de zijdes; dit bleek een zeer moeilijk oplosbaar probleem. Ten gevolge van deze legende wordt het probleem vaak het Delische probleem genoemd.
Valse aanspraken op het verdubbelen van een kubus met passer en liniaal komen veel voor in pseudo-mathematische literatuur.
Ook al is het "verdubbelen van een kubus", d.w.z. het construeren van {\displaystyle s{\sqrt[{3}]{2}}} bij gegeven {\displaystyle s}, onoplosbaar in het vlak met passer en liniaal, de oude Griekse mathematicus Archytas lukte het in de 4e eeuw v.Chr. het probleem op een andere manier op te lossen met behulp van een geometrische constructie in drie dimensies, aldus een zeker punt bepalend als de doorsnede van de drie rotatievlakken.

## Oplossing

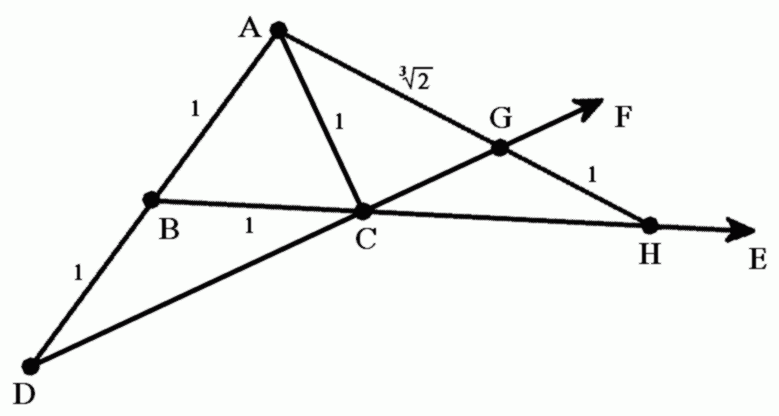
Een illustratie van de passer en liniaal methode

Er zijn veel manieren om {\displaystyle {\sqrt[{3}]{2}}} te construeren, bijvoorbeeld:
- teken een gelijkzijdige driehoek {\displaystyle ABC} en stel de lengte van de zijde gelijk 1
- verleng de zijde {\displaystyle {\overline {AB}}} met een lijnstuk {\displaystyle {\overline {BD}}} van lengte 1;
- verleng de zijde {\displaystyle {\overline {BC}}} om de straal {\displaystyle {\overrightarrow {BCE}}} te vormen;
- teken de straal {\displaystyle {\overrightarrow {DCF}}};
- bepaal met de liniaal de punten G op {\displaystyle {\overline {DCF}}} en H op {\displaystyle {\overline {BCE}}}, met onderlinge afstand 1, die met het punt A op één lijn liggen.

De afstand AG is dan precies {\displaystyle {\sqrt[{3}]{2}}}.
Andere, meer gecompliceerde methodes van verdubbelen van de kubus omvatten de cissoïde van Diocles of de conchoïde van Nicomedes.